# Kathleen McKane Godfree
Kathleen McKane Godfree (n. 7 mai 1896, Greater London, Anglia, Regatul Unit al Marii Britanii și Irlandei – d. 19 iunie 1992, Londra, Anglia, Regatul Unit) a fost o jucătoare de tenis ce a reprezentat Regatul Unit al Marii Britanii și al Irlandei de Nord, medaliată olimpică. A participat la 2 ediții ale Jocurilor Olimpice (1920, 1924) în care a câștigat o medalie de aur, o medalie de argint și două medalii de bronz.